# Boris Akunjin
Boris Akunjin (ruski: Борис Акунин) je pseudonim Grigorija Čhartišvilja (ruski: Григорий Шалвович Чхартишвили) (Tbilisi, 20. svibnja 1956.), gruzijski esejist i književnik.
Od 1956. živi u Moskvi. Radio je kao japanolog sve do 1998. godine kada objavljuje roman Azazel, nakon kojeg se potpuno posvećuje pisanju. Pod pseudonimom Boris Akunin je napisao nekoliko romana i kratkih priča, među ostalima i serijal Avanture Erasta Fandorina.  Azazel je prvi roman u nizu koji prati zgode mladog detektiva Erasta Fandorina. Radnja romana je smještena u carsku Rusiju. U maniri Sherlocka Holmesa, ali ovog puta onog s istoka, mladi Fandorin razrješava slučajeve ubojstava.
Prema svojoj izjavi, pisanjem serije o Fandorinu ima namjeru svakim romanom obraditi kriminalistički roman jednim zasebnim pristupom.
Nakon izlaska desetak naslova iz serije o Fandorinu, Akunin počinje raditi na seriji o sestri Pelagiji, redovnici u samostanu fiktivnog grada u ruskoj provinciji koja ima detektivske sklonosti. U toj seriji izašlo je do sada tri knjige na ruskom i sve tri su prevedene na engleski.
Poznati je kritičar ruskog vladajućeg režima Vladimira Putina.